# Strombach (Gummersbach)
Strombach ist ein Ortsteil der Stadt Gummersbach im Oberbergischen Kreis im südlichen Nordrhein-Westfalen.

## Lage und Beschreibung
Der Ort liegt rund drei Kilometer westlich des Gummersbacher Stadtzentrums.

## Geschichte

### Erstnennung
1381 wurde der Ort erstmals urkundlich erwähnt, und zwar übertrugen Pilgrim v. Waldenberg gen. Schinkerl und Ehefrau ... der Kirche zu Ründeroth eine Rente aus Besitzungen u. a. in Strombecke.
Das Dorf Strombach gehörte bis 1806 zur Reichsherrschaft Gimborn-Neustadt.
Der ehemals eigenständige Ortsteil Lope gehört seit etwa den 1950er Jahren zu Strombach. 1546 wird Lope in der Türkensteuerliste der Bauerschaft Strombach erstmals mit der Ortsbezeichnung „yn der Lope“ urkundlich erwähnt.

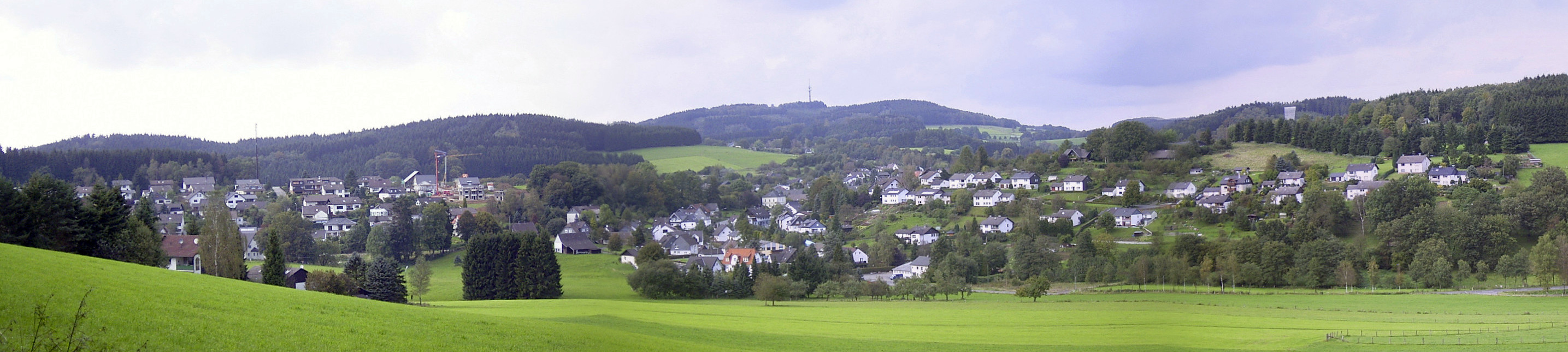
Strombach, Blick von Westen

## Freizeit
- Beachhandballplatz
- Sportplatz

### Vereinswesen
- Frauenchor Strombach
- Der Turnverein Strombach e. V. 1894 ist als gemischter Sportverein über die Ortsteilgrenzen aktiv und bietet Breiten- und Gesundheitssport für alle Altersklassen. Insbesondere in der Handball-Abteilung ist der Verein überregional erfolgreich. Seit dem Jahr 2018 kooperieren der TV Strombach und der benachbarte TV Gelpetal unter dem Namen HC Gelpe/Strombach und betreiben über 20 Mannschaften. Im Jugendbereich sind nahezu alle Altersklassen auf HVM-Ebene gemeldet. Drei Damenmannschaften spielen in der Saison 2019/2020 sowohl in der Nordrhein-(Regional-)Liga des Westdeutschen Handballverbandes als auch in den Ober- und Landesligen des Handverbandes Mittelrhein. Zwei Herrenmannschaften spielen in den Ober- sowie Landesligen des Handballverbandes Mittelrhein.[5]
- Die 1924 gegründete Freiwillige Feuerwehr, welche aus 20 aktiven Kameraden besteht, sorgt für den Brandschutz und die allgemeine Hilfe im Ort.
- Männerchor Strombach 1876 e. V.

## Schulen und Bildungseinrichtungen
- AWO-Kindergarten
- Städtischer Kindergarten Hoppetosse
- Lohmann Stiftung für behinderte Kinder

## Busverbindungen
- Linie 316: Gummersbach – Strombach – Hülsenbusch – Berghausen – Neuremscheid – Engelskirchen
- Linie 317: Gummersbach – Rospe – Strombach – Schnellenbach – Ründeroth
- Linie 361: Gummersbach – Steinenbrück – Strombach (ehem. weiter nach Gummerroth Dorfplatz)
- Linie 365: Gummersbach – Berstig – Hanfgarten – Strombach
- Linie 366: Gummersbach – Strombach – Lobscheid – Dieringhausen

Alle Linien werden durch Busse der Oberbergischen Verkehrs-AG (OVAG) und der Verkehrsgesellschaft Bergisches Land (VBL) befahren.
Haltestellen in Strombach sind:
- Strombach Weststraße
- Strombach Mitte
- Siebenbürger Siedlung
- Lope

## Kirchliche Einrichtungen
Die Evangelische Kirche Strombach wurde zum 30. Dezember 2012 entwidmet und geschlossen. Eine zunächst geplante Nutzung als Kolumbarium wurde vom Presbyterium wieder verworfen.